# Capillaria plectropomi
Espèce
Capillaria plectropomi est une espèce de nématode de la famille des Capillariidae, parasite de poissons, décrite en 2014, à partir de spécimens collectés dans l'intestin d'une loche saumonée, Plectropomus leopardus, pêchée au large de Nouméa en Nouvelle-Calédonie, en 2003.

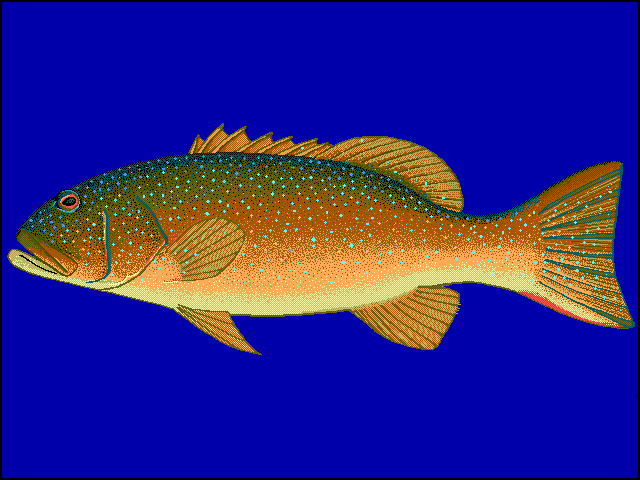
La loche saumonée Plectropomus leopardus est parasitée par Capillaria plectropomi en Nouvelle-Calédonie.

Son nom d'espèce (plectropomi) fait allusion au genre (Plectropomus) du poisson hôte. Elle n'a pas été retrouvée depuis, ni chez d'autres espèces de poissons ni chez la même espèce, bien que les Serranidae de Nouvelle-Calédonie aient été relativement beaucoup étudiés du point de vue parasitologique. L'espèce est donc probablement assez rare.
L'espèce Capillaria plectropomi appartient au sous-genre Neocapillaria Moravec, 1987, et diffère principalement des autres espèces de ce sous-genre qui sont parasites de poissons marins, dans la longueur (168–186 µm), la forme et la structure du spicule (un organe de l'appareil génital mâle). Elle est caractérisée, chez le mâle, par la présence de deux lobes caudaux dorsolatéraux bien développés, une paire de papilles latérales, un spicule fortement sclériﬁé avec de nombreuses rainures transversales rugueuses dans la partie médiane, une gaine spiculaire épineuse, et chez la femelle par des œufs mesurant 60–66 µm de long et 27 µm de large, sans bouchons polaires saillants. La cavité buccale contient un petit stylet en forme de doigt. Capillaria plectropomi est la première espèce connue de ce genre qui est parasite de poissons perciformes de la famille Serranidae.
Les spécimens-types de Capillaria plectropomi sont déposés dans les collections du Muséum national d'histoire naturelle à Paris.
Une autre espèce de nématode parasite, Huffmanela plectropomi, a aussi été décrite de la même espèce de poisson en Nouvelle-Calédonie et porte le même nom spécifique (plectropomi), mais H. plectropomi n'est pas un parasite de l'intestin comme C. plectropomi mais un parasite des tissus, comme les autres espèces d'Huffmanela. Les dimensions de ses œufs sont différentes.

## Galerie

Capillaria plectropomi observée au microscope électronique à balayage
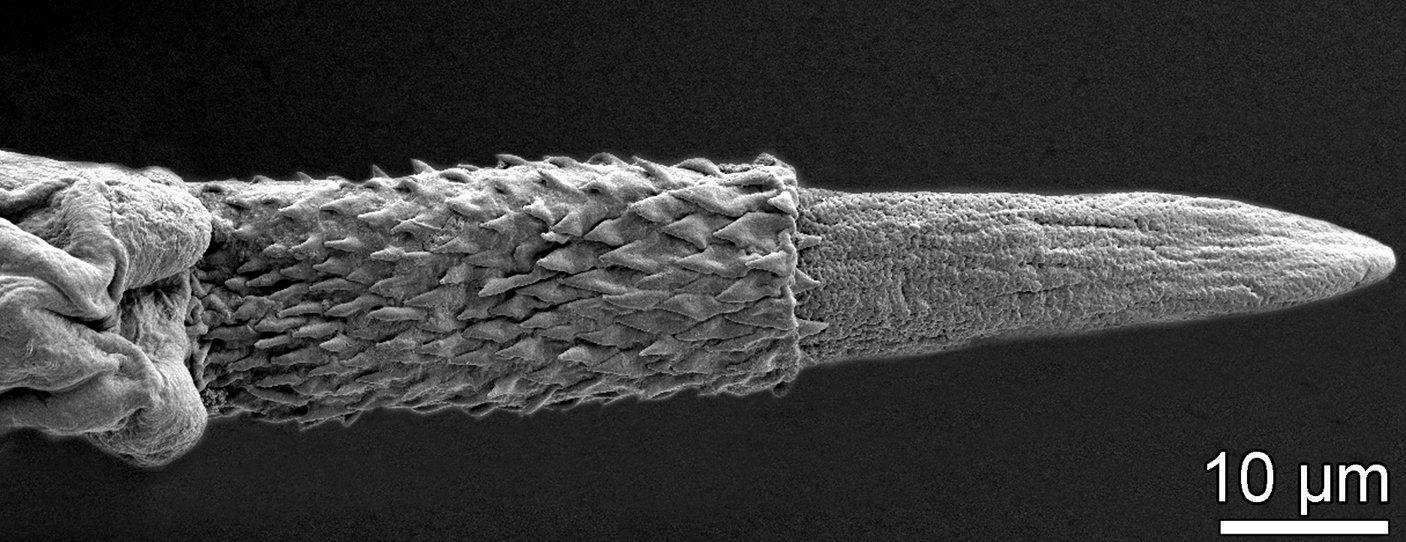
Capillaria plectropomi : Extrémité caudale d'un mâle, montrant le spicule (à droite) sortant de la gaine spiculaire épineuse
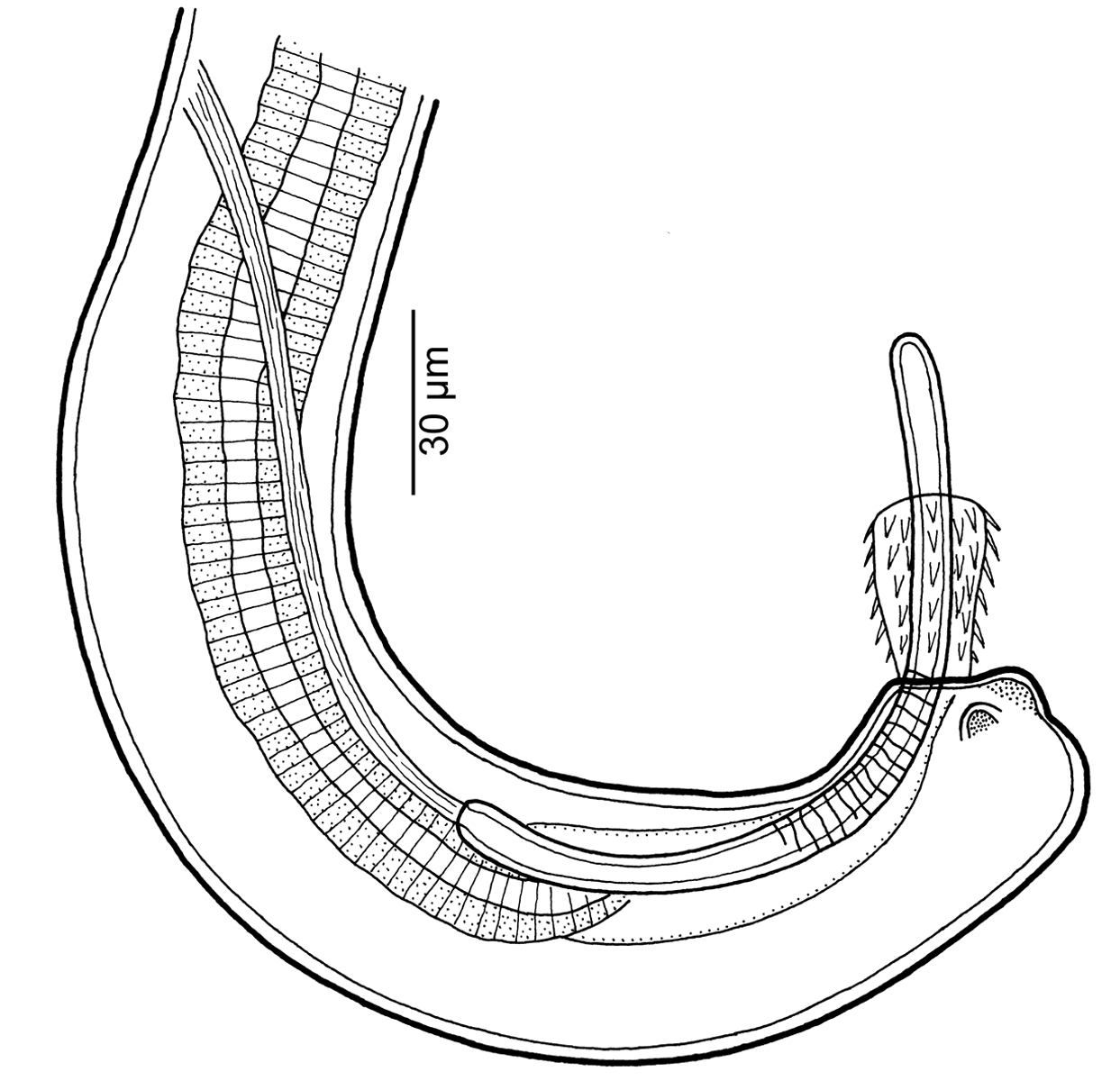
Capillaria plectropomi : Dessin de détail de l’extrémité caudale d'un mâle